# Kateřina Bartoňová
Kateřina Bartoňová (17 de janeiro de 1990) é uma basquetebolista profissional checa.

## Carreira
Kateřina Bartoňová integrou a Seleção Checa de Basquetebol Feminino, em Londres 2012, que terminou na sétima colocação.